# Microcos bifida
Microcos bifida är en malvaväxtart som beskrevs av Karl Ewald Maximilian Burret. Microcos bifida ingår i släktet Microcos och familjen malvaväxter. Inga underarter finns listade i Catalogue of Life.